# 芬兰汤姆 (电影)
- 關於同名芬兰艺术家，請見「芬兰汤姆」。
- 關於同名芬兰音乐剧，請見「芬兰汤姆 (音乐剧)」。

《芬兰汤姆》（英語：Tom of Finland）是在2017年上映的芬兰传记故事片。电影由多梅·卡鲁科斯基导演和阿莱克西·巴尔迪编剧。主演为佩卡·斯特朗，他饰演的是芬兰著名的同性恋情色艺术家芬兰汤姆（原名为托科·拉克索宁）。
《芬兰汤姆》在2017年1月27日哥德堡电影节上首映。电影在电影节开幕式上得到好评。电影讲述的是一个同性恋还是在犯法的年代，这也在瑞典观众中引起共鸣。此外此部电影五个国家拍摄地之一就在哥德堡，这也引起观众的兴趣。
在芬兰电影院的首映日期是2017年2月24日。在首映周末里，观众数量为18713人，排名第二。
这部电影被选为代表芬兰角逐第90届奥斯卡金像奖的奥斯卡最佳外语片奖。

## 故事情节
托科·拉克索宁在芬兰参加二战之后回到家乡。在战后的赫尔辛基，托科开始绘画有关肌肉健壮的男人的同性情色画作之后而扬名。